# NGC 5399
NGC 5399 (również PGC 49799 lub UGC 8912) – galaktyka spiralna (Sbc), znajdująca się w gwiazdozbiorze Psów Gończych. Odkrył ją William Herschel 1 maja 1785 roku. Jest zaliczana do radiogalaktyk.